# Berserk of Gluttony
Berserk of Gluttony (vollständiger Originaltitel: 暴食のベルセルク ～俺だけレベルという概念を突破する～ Bōshoku no Beruseruku Ore dake Reberu to Iu Gainen wo Toppa suru) ist eine Dark-Fantasy-Romanreihe von Ichika Isshiki, die zwischen 2017 und 2022 auf der Plattform Shōsetsuka ni Narō erstpubliziert und seit 2022 Kakuyomu weitergeführt wird.
Der Webroman wurde ab November des Jahres 2017 als Light-Novel-Reihe adaptiert und erhält seit März 2018 eine Umsetzung als Mangareihe. Die Produktion einer Anime-Fernsehserie wurde im Oktober des Jahres 2022 angekündigt und startete ein Jahr später im japanischen Fernsehen.
Die Geschichte folgt Fate Graphite, der als Torwächter für eine Adelsfamilie arbeitet und von dieser wegen seiner scheinbar nutzlosen Fähigkeit drangsaliert wird. Als er eines Tages versehentlich einen Banditen tötet aktiviert sich seine Fähigkeit und er muss schnell feststellen, dass diese sehr mächtig ist aber gefährliche Nebenwirkungen mit sich bringt.

## Handlung
Nachdem seit Vater verstirbt wird Fate Graphite aufgrund seines anscheinbar nutzlosen Völlerei-Skills aus seinem Heimatdorf vertrieben. Als er in der royalen Hauptstadt ankommt, versucht Fate vergeblich, eine Arbeit zu finden.
Schließlich erhält er eine Anstellung als Torwächter für die Paladin-Familie Vlerick, die ihn aber ebenfalls aufgrund seiner Fähigkeit drangsalieren und misshandeln. Lediglich Roxy, die ebenfalls ein Paladin ist und dem Hause Hart angehört, behandelt den jungen Mann gut. Als er eines Tages von seiner Schicht eine Gruppe Räuber bemerkt, beschließt er, Roxy um Hilfe zu bitten. Im Zuge der Konfrontation ersticht Fate beim Versuch Roxy zu beschützen, einen der Banditen, wodurch sich aber seine Fähigkeit aktiviert. Als Dank für ihre Rettung nimmt diese Fate in ihre Familie auf.
An einem Stand findet Fate ein schwarzes Schwert, welches mit ihm über Telepathie kommunizieren kann und sich als Greed vorstellt und die Habgier-Fähigkeit besitzt. Von Greed erfährt Fate, dass sein Skill, die Macht hat, normale Levelbegrenzungen zu überschreiten und in der Lage ist, durch das Absorbieren anderer Skills stärker zu werden. Ein Nachteil seiner Fähigkeit ist jedoch, dass sein Skill stetig mit Seelen seiner Gegner „gefüttert“ werden muss, um seinen Hunger zu stillen.
So bekämpft Fate mit Greed hauptsächlich gegen Goblins. Als eines Tages jedoch Gerüchte laut werden, dass ein Dämon hinter dem Massaker an den Goblins verantwortlich sein soll, werden die Paladine damit beauftragt, diesen zu fangen und zu neutralisieren. Von nun an muss Fate den Hunger seiner Fähigkeit im Geheimen stillen.

## Charaktere
Fate Graphite (フェイト・グラファイト, Feito Gurafaito)
Ein junger Mann, der über die Fähigkeit Völlerei – einer von sieben Fähigkeiten, die auf den Sieben Todsünden basieren – verfügt. Er arbeitete unter miesen Umständen als Torwächter für eine der fünf großen Paladin-Familien, von der er häufiger misshandelt und drangsaliert wurde. Nachdem er eine Frau namens Roxy Hart vor einem Angreifer rettet, nimmt diese ihn bei sich als Butler auf.
Greed (グリード, Gurīdo)
Ein magisches Schwert mit der Fähigkeit der Habgier. Es gehört Fate und kann mit ihm telepathisch kommunizieren.
Roxy Hart (ロキシー・ハート, Rokishī Hāto)
Eine junge Frau aus dem Haus Hart, einer der fünf großen Paladin-Familien. Im Gegenzug zu den anderen Paladinen ist sie fürsorglich und versucht, Menschen in Not zu helfen. Nachdem sie von Fate vor einem Angreifer gerettet wurde, nimmt diese ihn bei sich auf.
Myne (マイン, Main)
Eine Frau, die die Fähigkeit Zorn nutzt.
Ellis Seifort (エリス・セイファート, Erisu Seifāto)
Eine Frau mit dem Skill Lust.

## Medien

### Webroman und Light-Novel-Reihe
Ichika Isshiki startete die Geschichte als Webroman am 24. Januar 2017 auf der Plattform Shōsetsuka ni Narō. Nach der Veröffentlichung des 218. Kapitels im März des Jahres 2022 wurde die Veröffentlichung auf die Webseite Kakuyomu verlegt.
Der japanische Verleger Micro Magazine veröffentlicht den Roman in seinem Magazin GC Novels. Der erste Band in Taschenbuchformat erschien am 30. November 2017. Bis Oktober 2022 wurden acht Bände des Werkes in Japan veröffentlicht.
Im Juli des Jahres 2020 kündigte der US-amerikanische Verlag Seven Seas Entertainment an, die Romane in englischer Sprache zu veröffentlichen.

### Manga
Am 1. März 2018 startete Isshiki eine Umsetzung der Geschichte als Manga. Die Zeichnungen stammen dabei aus der Feder von Daisuke Takino. Der Manga erschien zunächst im Onlinemagazin Comic Ride des Verlages Micro Magazine. Der erste physische Band des Mangas wurde am 28. September gleichen Jahres im Tankōbon-Format herausgegeben. Bis Mai 2023 wurden zehn Bände des Mangas veröffentlicht.
Im Juli des Jahres 2020 kündigte der US-amerikanische Verleger Seven Seas Entertainment an, die Mangareihe in englischer Sprache zu veröffentlichen.

### Anime-Fernsehserie
Am 28. Oktober 2022 wurde bekanntgegeben, dass Berserk of Gluttony eine Umsetzung als Anime-Fernsehserie erhalte. Die Serie entsteht unter der Regie von Tetsuya Yanagisawa im Studio A.C.G.T. Das Drehbuch entsteht durch Mariko Kunisawa, während das Charakterdesign von Takafumi Furusawa angefertigt wird.
Sowohl das Lied im Vorspann, Jekyll & Hyde, als auch Ao no Genseki, das Abspannlied, wird von dem Musikduo EverdreaM eingesungen, dessen beide Mitglieder zudem eine Synchronsprecherrolle in der Serie innehaben. Die Serie, die zwölf Episoden umfasst, startete am 5. Oktober 2023 im japanischen Fernsehen.
International kündigte der Streamingdienst Crunchyroll an, die Serie im Simulcast zu zeigen, darunter auch in Originalsprache mit deutschen Untertiteln. Im südostasiatischen und südasiatischen Raum zeigt Muse Communication die Serie.

#### Synchronisation
| Charakter     | Japanische Stimme (Seiyū) |
| ------------- | ------------------------- |
| Fate Graphite | Ryōta Ōsaka               |
| Greed         | Tomokazu Seki             |
| Roxy Hart     | Hisako Tōjō               |
| Ellis Seifort | Hitomi Sekine             |
| Myne          | Misato Matsuoka           |